# Speedway (musikalbum)
Speedway är det belgiska speed-/thrash metal-bandet Warheads debutalbum, utgivet 1984. Albumet utgavs som LP, kassettalbum samt senare som Digipack.

## Låtlista
| 1. | Speedway       | 3:56 |
| 2. | Kill the Witch | 3:33 |
| 3. | Driver         | 3:10 |
| 4. | Devil's Child  | 2:42 |

| 7.  | Attack of the Shark            | 4:35 |
| 8.  | The Alliance                   | 3:24 |
| 9.  | Attack and Kill (instrumental) | 2:40 |
| 10. | First Light of the Apocalypse  | 2:48 |

## Medverkande
- Evil Tyrant (Pierre) – elbas
- Firedamp – trummor
- Wall of Sound (Didier Kapelle) – gitarr
- The Beast (Patrick Van Londerzele) – sång